# Zavrelje
Zavrelje är ett samhälle i kommunen Župa dubrovačka i Kroatien. Samhället har 171 invånare (2011).